# Oleodruk

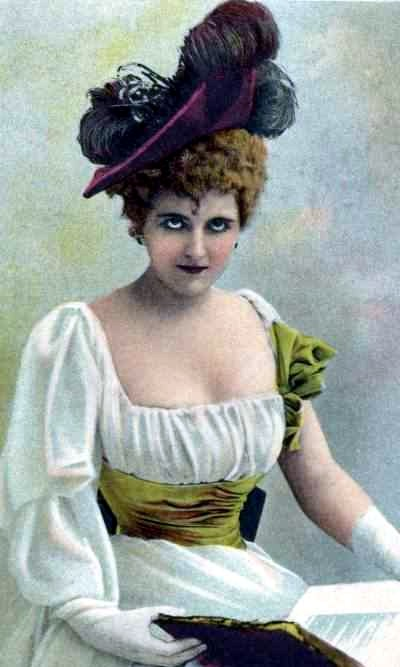
Pocztówka wykonana w technice chromolitografii

Oleodruk – reprodukcja naśladująca obraz olejny, uzyskana na płótnie, papierze lub innym materiale w technice oleografii lub chromolitografii.
Oleodruki szczególnie popularne były w XIX wieku, gdy często odznaczały się niewielką wartością artystyczną. Stąd określenie „oleodruk” w mowie potocznej ma często negatywne zabarwienie i kojarzone jest z kiczem.